# Hydriomena horridaria
Hydriomena horridaria är en fjärilsart som beskrevs av Adrian Hardy Haworth 1802. Hydriomena horridaria ingår i släktet Hydriomena och familjen mätare. Inga underarter finns listade i Catalogue of Life.